# Webau

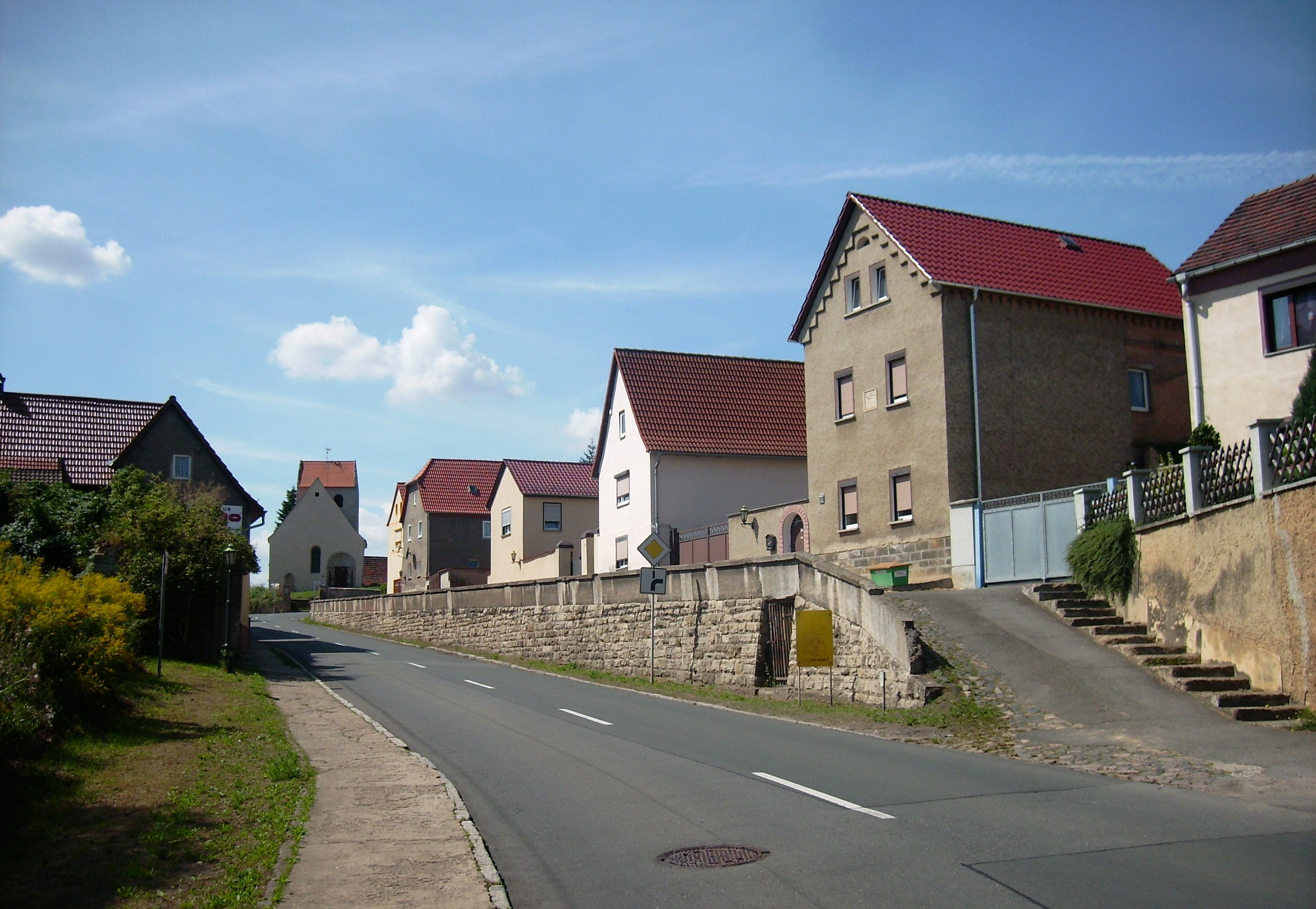
Hauptstraße von Webau; im Hintergrund die Kirche

Webau ist ein Ortsteil der Stadt Hohenmölsen im Burgenlandkreis in Sachsen-Anhalt. Es liegt nordwestlich des Kernbereichs von Hohenmölsen. Durch Webau fließt die Rippach, ein rechtsseitiger Nebenfluss der Saale. Die Einwohnerzahl des Ortsteils liegt heute bei ca. 955 (Stand Januar 2019).

## Geschichte
Am 1. Juli 1950 wurden die bis dahin eigenständigen Gemeinden Rössuln und Wählitz in die Gemeinde Webau eingegliedert. Am 1. Januar 2003 wurde Webau, wie auch Werschen in die Stadt Hohenmölsen eingemeindet.

## Verkehr
Der öffentliche Personennahverkehr wird unter anderem durch den PlusBus des Bahn-Bus-Landesnetz Sachsen-Anhalt erbracht. Folgende Verbindung führt, betrieben von der Personenverkehrsgesellschaft Burgenlandkreis, durch Webau:
- Linie 800: Weißenfels ↔ Zorbau ↔ Granschütz ↔ Webau ↔ Hohenmölsen

Webau liegt an der L 190. Die A 9 verläuft 5 km entfernt westlich und die A 38 in 7 km Entfernung nördlich.
Der Bahnhof Webau liegt an der nicht mehr vom Personenverkehr bedienten Bahnstrecke Großkorbetha–Deuben.

## Kultur und Sehenswürdigkeiten

### Bauwerke

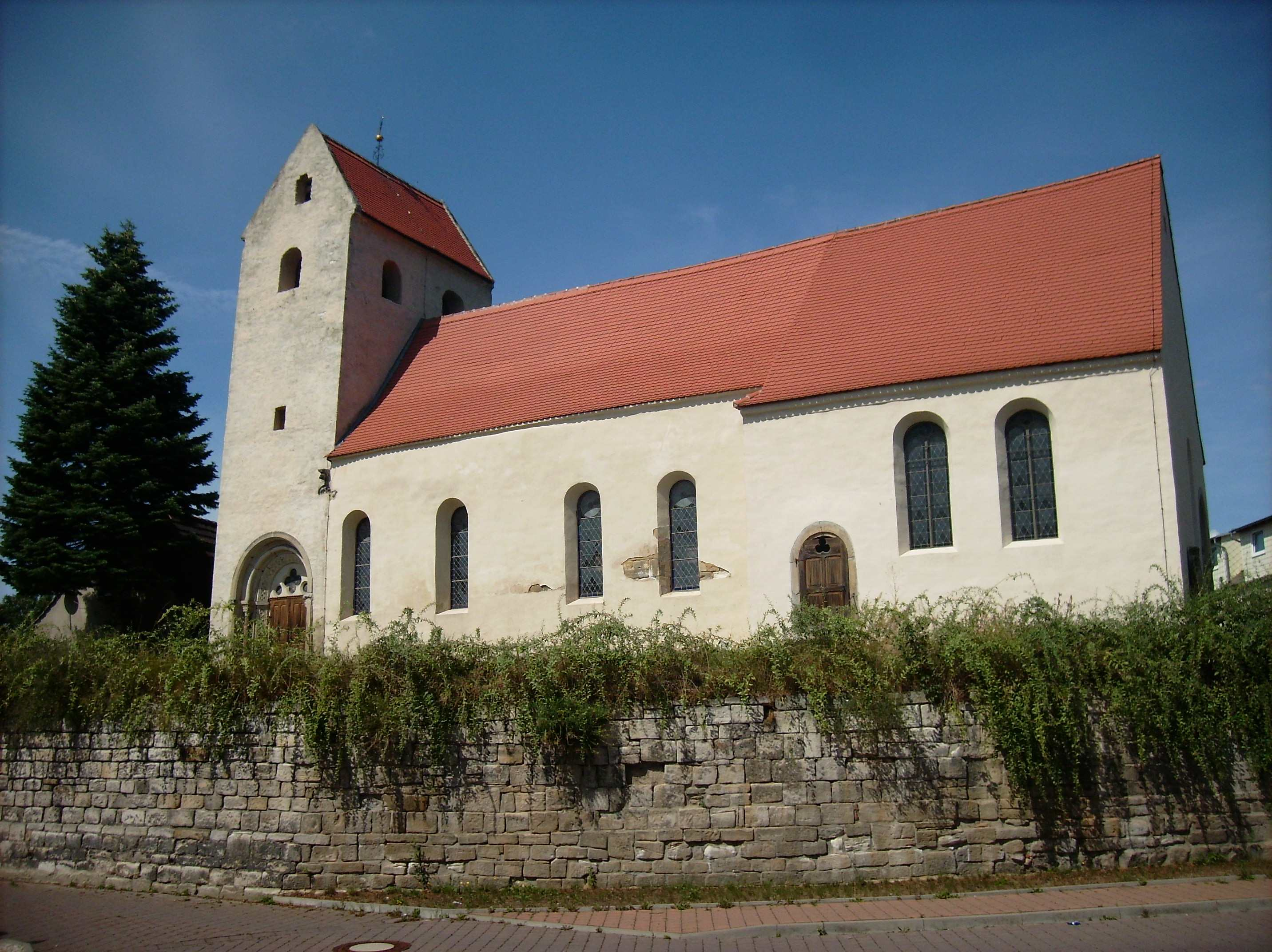
Kirche in Webau

- Evangelische Kirche von Webau